# Vojaška umetnost
Vojaška umetnost je slikarska umetniška zvrst, ki se je ukvarjala predvsem z dokumentacijo bitk in drugih področij vojaškega življenja. Ta umetnost je zamrla z iznajdbo in množično uporabo dokumentarnih orodij, kot je na primer fotoaparat in sodobnega novinarstva.
Danes taka umetniška dela pripomorejo k boljšemu poznavanju dotične teme, še posebej če so bili slikarji nadarjeni in so zajeli vse podrobnosti z bojišča. Obrambologija uporablja ta dela tudi kot pripomoček pri preučevanju starih taktik.

## Pomembnejši umetniki
Pomembnejši umetniki, ki so se ukvarjali z vojaško umetnostjo, so bili:
- Giovanni Fattori,
- Edouard Detaille,
- Ernest Meissonier,
- Alphonse de Neuville in
- Frederick Varley.

## Galerija
Slike Giovannija Fattorija:
- Vojaki 10. dragonskega polka
- Poljski lovci
- Konjeniki
- Trije konjeniki na cesti
- Konjeniški korpus na vaški ulici]
- Poljski lovci
- Podeželska cesta s kmeti in vojaki
- Počitek konjeniške enote